# Sophia Loren
Sophia Loren OMRI (pronúncia italiana: [soˈfiːa ˈlɔːren]; nascida Sofia Costanza Brigida Villani Scicolone [soˈfiːa vilˈlaːni ʃʃikoˈloːne]; Roma, 20 de setembro de 1934) é uma atriz e cantora italiana.
Começou sua carreira no cinema em 1950 aos 15 anos, tendo participado em vários papéis menores até ser contratada para cinco filmes pela Paramount Pictures em 1956. Isso lhe permitiu lançar- se com sucesso em uma carreira internacional. Atuou em filmes notáveis como The Pride and the Passion, Houseboat e It Started in Naples.
Loren ganhou reconhecimento em 1962, quando recebeu o Oscar de melhor atriz por sua atuação no filme Duas Mulheres, que também lhe rendeu o BAFTA, o prêmio de melhor atriz no Festival de Cannes e o prêmio da Associação de Críticos de Nova Iorque. Ela detém o recorde por ter recebido sete prêmios David di Donatello de melhor atriz. Sua carreira atingiu o auge em 1964, quando recebeu um milhão de dólares para estrelar o filme A Queda do Império Romano.
Além do Oscar de Melhor Atriz, ela ganhou um prêmio Grammy, um prêmio de Atriz no Festival de Cannes, cinco Globos de Ouro especiais e um Oscar Honorário em 1991. Em 1994 ela ganhou um Urso de Ouro Honorário no Festival de Berlim. Foi três vezes premiada no Festival de Veneza como Melhor Atriz e também ganhou um Leão de Ouro em homenagem a sua carreira em 1998 além de um especial Pietro Bianchi Award em 2002. Em 1995, recebeu o Prêmio Cecil B. DeMille pelas realizações ao longo da vida. Em 1999, foi nomeada como uma das 25 maiores lendas femininas do cinema pelo American Film Institute.
Depois de constituir família no início dos anos 1970, Loren passou a dedicar menos tempo à sua carreira de atriz e optou por fazer apenas aparições ocasionais em filmes. Nos últimos anos, ela ainda apareceu em filmes americanos como Prêt-à-Porter, Grumpier Old Men e Nine.

## Biografia

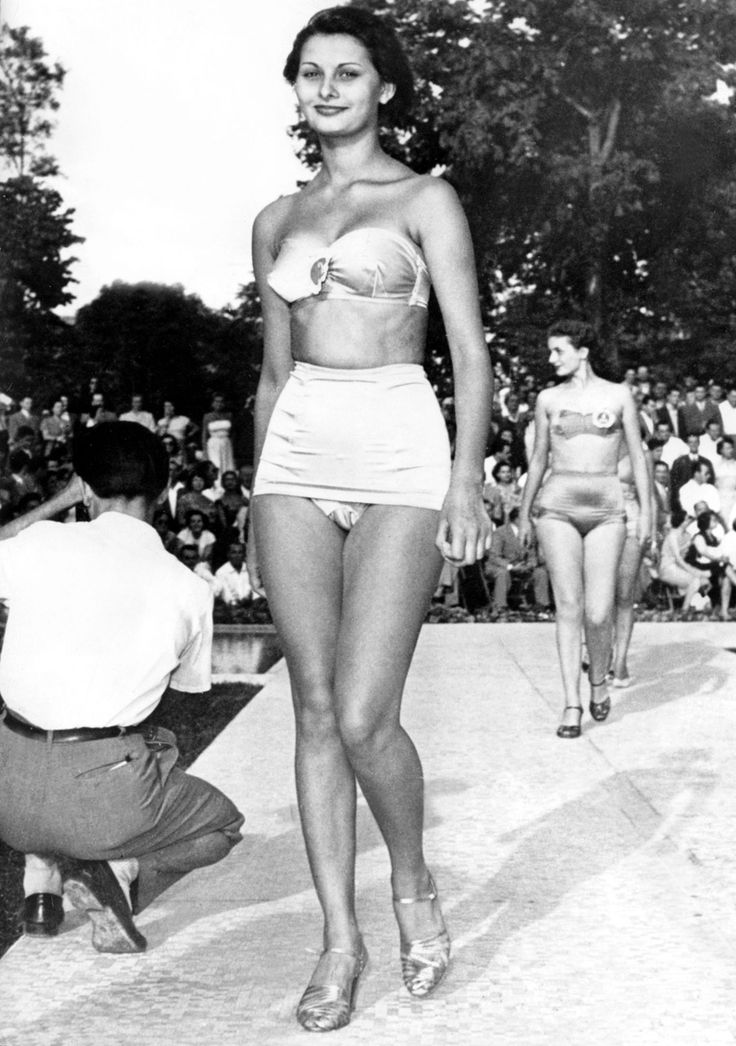
Sophia aos 15 anos participando de um concurso em Nápoles, Itália, 1949

Sophia Loren nasceu Sofia Costanza Brigida Villani Scicolone, em 20 de setembro de 1934, na Clínica Regina Margherita em Roma, Itália, filha de Romilda Villani (1910-1991), uma professora de piano, e Riccardo Scicolone, um engenheiro civil. Os pais de Loren tiveram outra filha, sua irmã Maria, nascida no ano de 1938. Sophia e Maria tinham dois meios-irmãos paternos, Giuliano e Giuseppe, frutos do primeiro casamento de seu pai.
Em 1942, o pai de Sofia, que era agressivo com a esposa, abandonou a família para viver com a amante, e nunca mais deu notícias, fazendo com que Sofia e a irmã sofressem com o abandono paterno, e sua mãe passou a enfrentar muitas dificuldades, tornando-se a única responsável pelo sustento do lar.
Sem condições de pagar o aluguel da casa, e passando necessidades, a mãe de Sophia Loren se mudou de Roma com as filhas. As meninas passaram a morar com a mãe na casa da avó materna, Luísa, no interior da Itália, na cidade de Pozzuoli, próxima de Nápoles, em condições econômicas muito difíceis.
Durante a Segunda Guerra Mundial, Pozzuoli foi alvo de bombardeios frequentes. Durante um ataque, Loren, enquanto corria para um abrigo com sua família, foi atingida por estilhaços e feriu seu queixo, mas sem gravidade. Após algumas semanas, mudou-se com a mãe, a irmã e a avó para Nápoles, onde foram acolhidas por alguns parentes distantes. Após a guerra terminar, Sophia e sua família retornaram à Pozzuoli. A avó de Loren, Luísa, teve uma ideia para conseguir sustento, e abriu um pequeno restaurante em sua sala de estar, onde vendia lanches, sucos e um licor de cereja caseiro. A mãe de Sophia Loren, Romilda Villani, tocava piano para entreter os clientes, enquanto Maria, sua irmã, cantava, e Sophia recolhia as louças, e ajudava sua avó a lavá-las. O lugar tornou-se popular entre os soldados americanos das proximidades.

## Carreira

### 1950–1957: começo e estrelato em Hollywood)
Aos 14 anos, Sophia Loren participou do concurso de beleza Miss Italia de 1950 e, apesar de não ganhar, foi selecionada como uma das finalistas. Mais tarde, ela se matriculou em aulas de teatro, depois de fazer pequenas pontas sem créditos nos filmes Totò Tarzan, O Coração no Mar, Le sei mogli di Barbablù e Il voto, ambos de 1950, ela foi escalada como extra, creditada no filme de Quo Vadis, em 1951. No mesmo ano, ela também apareceu em Era Lui!... Si! Si!, onde interpretou uma odalisca, sendo creditada profissionalmente como Sofia Lazzaro. Ela apareceu em vários pequenos papéis no início da década de 1950. Sophia começou a usar seu nome artístico atual em 1952 no filme La Favorita. Seu primeiro papel como protagonista foi em Aida (1953), pelo qual recebeu elogios da crítica. No entanto, seu primeiro trabalho de destaque foi em O Ouro de Nápoles, em 1954, dirigido por Vittorio de Sica. Esse filme acabou tornando o nome de Sophia Loren, como grande estrela, devido ao sucesso de público e crítica, ela é chamada para interpretar Bela e Canalha (1954), ao lado de Vittorio De Sica agora como ator, e Marcello Mastroianni, o filme é uma "espirituosa comédia de personagens" com "admirável fluência narrativa e um ritmo muito ágil" que lançou o casal de estrelas Loren-Mastroianni. A dupla fez uma ponta ainda quando eram desconhecidos em Cuori sul mare (1950), e participaram de um filme de episódios de sucesso Tempi nostri (1954), mas em episódios separados, essa que seria uma das mais famosas duplas da história do cinema. Depois de A Mulher do Rio, que marcou a estreia como roteirista do futuro grande diretor Pier Paolo Pasolini, ela ainda fez O Signo de Vênus e Pão, Amor e..., ambos de Dino Risi.
O sucesso vem de novo com um trio De Sica/Loren/Mastroianni, em La bella mugnaia (1955), Sophia prova que seus recursos vão muito além de corpo belíssimo.
Se último filme dos anos 1950, na Itália é La fortuna di essere donna (1956), novamente com Mastroianni.
Antes do seu contrato com a Paramount, o produtor Carlo Ponti, programa minuciosamente um longo e complicado caminho para chegar em Hollywood: Loren passa pela Grécia, onde faz sua estreia no cinema americano com Boy on a Dolphin (1957), de Jean Negulesco, com Alan Ladd, Clifton Webb, apesar das críticas mistas, a beleza de Loren e a trilha sonora, são muitos elogiadas, Sophia cantando "What is this thing they call love" ("Tι΄ναι αυτό που το λένε αγάπη"), foi muito elogiada, tanto que a trilha recebeu uma indicação ao Oscar.
Loren, também passa pela Espanha, onde faz The Pride and the Passion (1957) de Stanley Kramer, onde ela tem seu amor disputado por dois dos maiores galãs de Hollywood, Cary Grant e Frank Sinatra.
E finalmente pela África, no filme Legend of the Lost (1957), de Henry Hathaway, com John Wayne, o filme foi praticamente todo rodado no deserto do Saara.
Depois dos encantos da Espanha e da Grécia, da areia e do suor no Saara, Sophia conquista finalmente o que queria seu passaporte para Hollywood.

### Reconhecimento internacional

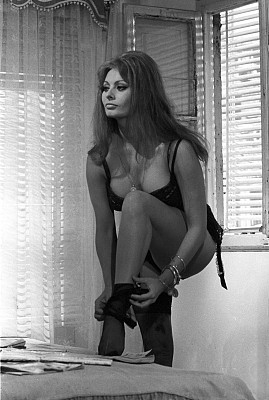
A atriz no filme Ontem, Hoje e Amanhã, 1963.

Loren tornou-se uma conhecida no âmbito internacional após seu contrato de cinco filmes com a Paramount Pictures em 1957. Entre os trabalhos que realizou neste período está Desire Under the Elms, com Anthony Perkins; A Orquídea Negra, de Martin Ritt, que lhe valeu o Prêmio de Melhor Atriz no Festival de Cinema de Veneza, e seu primeiro David di Donatello. Depois do enorme sucesso de Houseboat, com Cary Grant, o filme recebeu duas indicações ao Oscar de Melhor Roteiro e Trilha Sonara, aliás Cary Grant, se apaixonou loucamente por Loren, mas ela acabou se casando mesmo com Carlo Ponti; ela trabalhou com o diretor Sidney Lumet, no filme That Kind of Woman, ao lado de Tab Hunter, Jack Warden, Beatrice Arthur, George Sanders, o filme concorreu como Melhor Filme no Festival de Berlim (Berlinale).

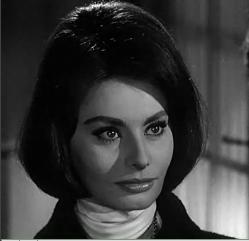
Sophia Loren em Five Miles to Midnight, 1962.

Nesse meio tempo foi estrela do filme britânico A Chave, de Carol Reed, com William Holden e Trevor Howard, este último ganhou o prêmio de melhor ator da Academia Britânica de Cinema por sua interpretação, o BAFTA.
Em 1960, outro sucesso em Hollywood, It Started in Naples, com Clark Gable, que lhe valeu uma indicação ao Globo de Ouro de Melhor Atriz.
Em 1961, protagonizou o filme Two Women, de Vittorio De Sica, que conta a história de uma mãe que está tentando proteger a filha de 12 anos numa Itália devastada pela guerra. O Desempenho de Loren lhe rendeu vários prêmios, incluindo o de Melhor Atriz no Festival de Cannes e tornou-se a primeira atriz a conquistar um Oscar em um filme não falado em inglês. Ao todo, ela ganhou 22 prêmios internacionais.
Durante os anos 1960, Loren foi uma das atrizes mais populares do mundo, estrelando filmes tanto nos Estados Unidos quanto na Europa.

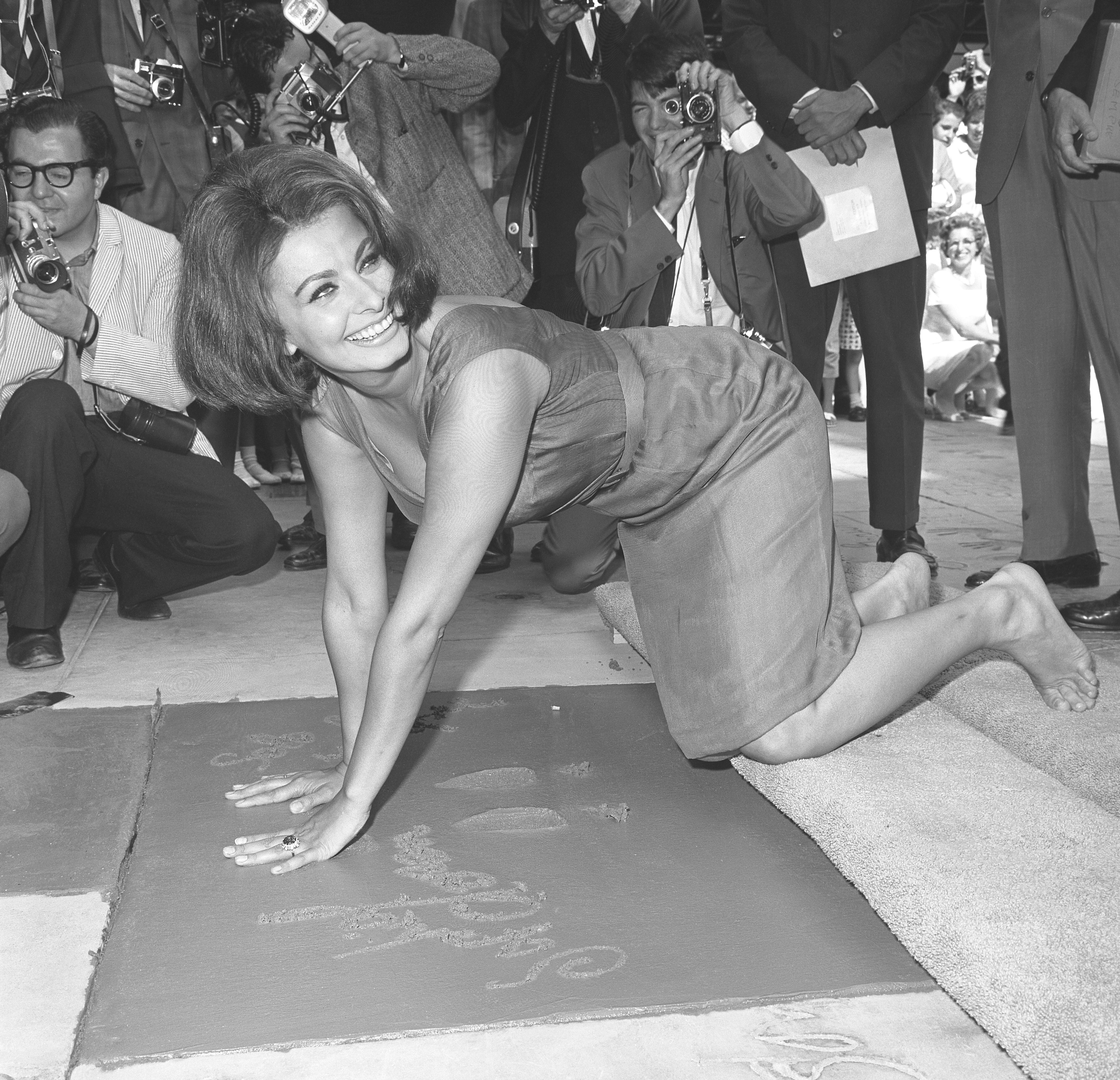
Sophia Loren recebendo uma homenagem na Calçada da fama de Hollywood, em 1962.

Depois do Oscar, sua primeira produção internacional é um sucesso de público e crítica El Cid (1961), de Anthony Mann e produzido por Samuel Bronston, com Charlton Heston, o filme recebe três indicações ao Oscar e indicações de Melhor Filme e Direção no Globo de Ouro. O filme é um dos favoritos de Martin Scorsese, que o chamou "de um dos maiores épicos já feitos". Scorsese foi uma das principais forças por trás de uma restauração e relançamento de El Cid em 1993.
Em 1963, outro grande sucesso, Ontem, Hoje e Amanhã feito na Itália, por Vittorio De Sica, com Marcello Mastroianni, o filme ganhou o Oscar de Melhor Filme Estrangeiro, Sophia ganhou um prêmio na Alemanha e outro David di Donatello de Melhor Atriz, o filme tem uma cena antológica um strip-tease de Loren, que o diretor americano Robert Altman, repetiu trinta anos depois com a mesma Loren, em Prêt-à-Porter, que deu o que falar.
Em 1964, sua carreira atingiu o auge quando ela recebeu 1 milhão de dólares para aparecer em A Queda do Império Romano, de Anthony Mann, com Stephen Boyd, Alec Guinness, Christopher Plummer, James Mason, Omar Sharif, Mel Ferrer, e grande elenco. Em 1965, ela recebeu uma segunda indicação ao Oscar por sua atuação em Matrimonio all'italiana, dirigido por Vittorio De Sica, novamente com Marcello Mastroianni, o filme foi um sucesso de crítica e público e além da indicação de Melhor Atriz no Oscar, também foi indicado como Melhor Filme Estrangeiro. Sophia também foi indicada como Melhor Atriz no Globo de Ouro.
Como Sophia Loren já está andando sozinha em Hollywood com seus filmes, seu marido Carlo Ponti, está produzindo um filme de guerra britânico Operação Crossbow (1965), com George Peppard, Trevor Howard, John Mills,Tom Courtenay, entre outros, dirigido por Michael Anderson. Para ajudar nas bilheterias, Sophia Loren aparece, como cortesia de seu marido e produtor do filme Carlo Ponti, em uma participação especial. Apesar de conseguir o faturamento principal, ela tem apenas um papel modesto na sequência do hotel. Com bastante precisão histórica foi um sucesso de crítica e público.
Em 1966, ela protagoniza um filme de suspense dirigido pelo diretor do clássico Cantando na Chuva (1952), o mestre Stanley Donen, com Gregory Peck, o filme foi um sucesso.
Mas seu maior sucesso nessa época é mesmo a fábula Felizes para Sempre (1967), feito na Itália pelo diretor Francesco Rosi, com Omar Sharif.
Entre os filmes mais conhecidos da atriz desse período estão El Cid (1961), com Charlton Heston; Com Milhões e Sem Carinho (1960), com Peter Sellers; It Started in Naples (1960), com Clark Gable; Ontem, Hoje e Amanhã (1963), com Marcello Mastroianni; Lady L (1965), com Paul Newman; Arabesque (1966), com Gregory Peck e A Condessa de Hong Kong (1967), de Charlie Chaplin, ao lado de Marlon Brando, dentre outros.

### 1970–1988
Loren acabou trabalhado menos depois de se tornar mãe. Durante a década de 1970, a maior parte de seus trabalhos estavam em papéis que enfatizavam suas características de mulher italiana. Em 1970, ao lado de seu maior parceiro nas telas Marcello Mastroianni, ela realizou mais um sucesso de bilheteria pelo mundo, o drama I girasoli, de Vittorio De Sica e produzido por Carlo Ponti. Foi o primeiro filme ocidental gravado no antigo bloco comunista, – rodado, em boa parte, na antiga União Soviética. A trilha sonora de Henry Mancini, foi considerada uma das mais belas e tristes da história do cinema, e acabou sendo indicada ao Oscar. Em 1974, atuou com Richard Burton no filme Il viaggio, que acabou sendo o último filme dirigido pelo seu amigo Vittorio De Sica, que lhe valeu os prêmios de Melhor Atriz Festival Internacional de Cinema de San Sebastián e outro Prêmio David di Donatello. E um remake de um filme inglês chamado Breve Encontro, que teve sua estreia na televisão dos EUA em 12 de novembro 1974. Ela se saiu muito bem internacionalmente e foi um sucesso de bilheteria respeitável no mercado norte-americano.
Em 1976, ela estrelou em The Cassandra Crossing, um filme de ação e suspense, dirigido por George P. Cosmatos, com elenco estelar Richard Harris, Burt Lancaster, Martin Sheen, Lee Strasberg, Ava Gardner, Ingrid Thulin, O. J. Simpson, Alida Valli, entre outros, que apesar das críticas mistas, foi um sucesso.

Em 1977, co-estrelou com Marcello Mastroianni Una giornata particolare. Este filme foi indicado a 11 prêmios internacionais, tais como dois Oscars (melhor ator principal e melhor filme estrangeiro). Ele ganhou um Globo de Ouro e um prêmio César de melhor filme estrangeiro. O desempenho de Loren foi premiado com um David di Donatello, o sétimo de sua carreira. O filme foi extremamente bem recebido pelos críticos americanos e tornou-se um sucesso de bilheteria.

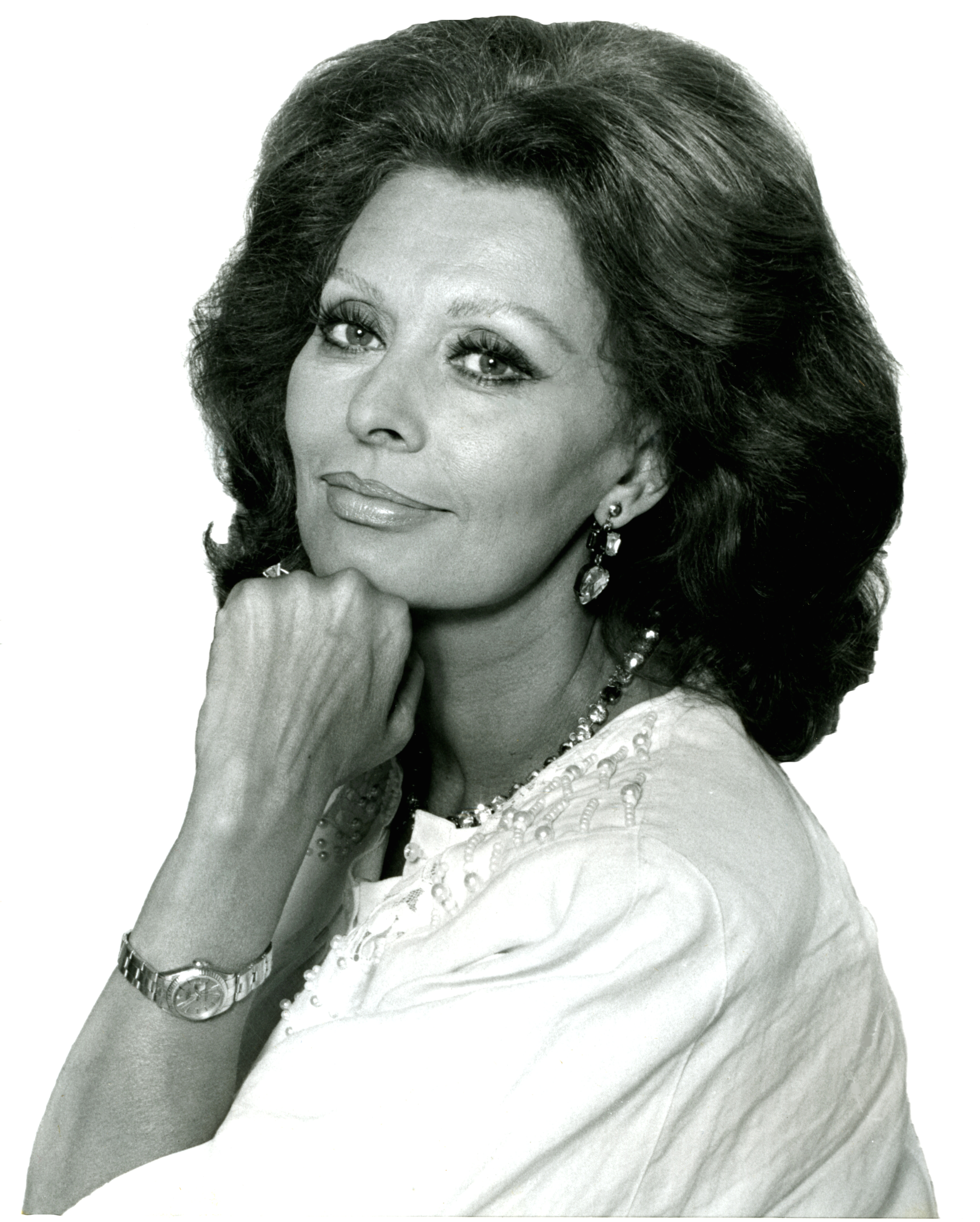
Loren em 1986

Sophia estrelou um thriller americano intitulado O Alvo de Quatro Estrelas, em 1978. Este filme recebeu críticas mistas, embora tenha sido um sucesso moderado nos Estados Unidos e internacionalmente. Em 1978, ela conquistou o seu quarto Globo de Ouro, como atriz favorita do ano por Una giornata particolare. Nesse mesmo ano ela é dirigida pela primeira vez pela amiga Lina Wertmüller, em Fatto Di Sangue Fra Due Uomini/Shimmy, Lugano, Belle Tarantelle e Tarallucci e Vino, com Giancarlo Giannini e Marcello Mastroianni, a perspectiva de ver a primeira atriz italiana a ganhar um Oscar por um filme italiano e a primeira mulher a ser indicada ao Oscar de direção e enorme, mas o filme só fica mesmo conhecido por ostentar o recorde no Guinness Book como o título mais longo de um filme da história do cinema. Nos Estados Unidos, o filme foi simplesmente intitulado Revenge, e no Brasil, com Amor é Ciúme.
Em 1979, ela foi protagonista de um filme de suspense britânico Firepower, dirigido por Michael Winner, com James Coburn, O. J. Simpson e Eli Wallach. Foi o último filme da carreira do veterano ator Victor Mature. Outros filmes desta década foram indicados ao Oscar e dividiram a crítica, como Man of La Mancha (1972), de Arthur Hiller, que foi um fracasso comercial e de crítica apesar de ter sido nomeado para vários prêmios, incluindo dois Globos de Ouro.
Em 1980, após o sucesso de sua autobiografia, foi lançado uma outra biografia, desta vez cinematográfica, de sua vida e carreira, intitulado Sophia Loren: Her Own Story (1980), um telefilme dirigido por Mel Stuart, onde ela interpretou ela mesma e sua mãe na vida real Romilda Villani, seu marido na vida real o produtor cinematográfico Carlo Ponti foi interpretado por Rip Torn. Em 1982, enquanto na Itália, ela ganhou as manchetes depois de receber uma sentença de 18 dias de prisão por evasão fiscal, um fato que não conseguiu prejudicar sua imagem pública.
Loren atuou com pouca frequência durante os anos de 1980 e recusou o papel de Alexis Carrington em 1981 para a série televisiva Dynasty. Embora ela tenha sido escalada para estrelar a serie Falcon Crest em 1984, como meia-irmã de Angela Channing, as negociações fracassaram no último momento e o papel foi para Gina Lollobrigida. Em vez de aceitar novos trabalhos no cinema, Sophia preferiu dedicar mais tempo para os seus filhos. Em 1982, foi relatado que Lina Wertmüller desejava filmar a adaptação da obra Tieta, de Jorge Amado, antes da produção de Cacá Diegues, e a protagonista seria Loren.
Nos anos 1980, Sophia Loren acabou aparecendo mesmo na TV, como foi o caso do telefilme Aurora (Qualcosa di biondo), feito na Itália em 1984, que foi a estreia do futuro diretor e seu filho na vida real Edoardo Ponti, como ator.
Em 1986, ela fez o papel principal no telefilme americano, bastante elogiado Courage, uma História Verídica, com Hector Elizondo, Billy Dee Williams e Mary McDonnell.
Depois disso ela ainda fez para TV, na Itália a minissérie The Fortunate Pilgrim (1988), com Hal Holbrook, Edward James Olmos e John Turturro; uma refilmagem do seu clássico Duas Mulheres, intitulado Mãe Coragem (1989), um telefilme dirigido por Dino Risi, com Robert Loggia. Depois de uma década longe do cinema, ela voltou em 1990, em Sábado, Domingo e Segunda, dirigida pela primeira mulher indicada ao Oscar de direção Lina Wertmüller.

## Carreira posterior

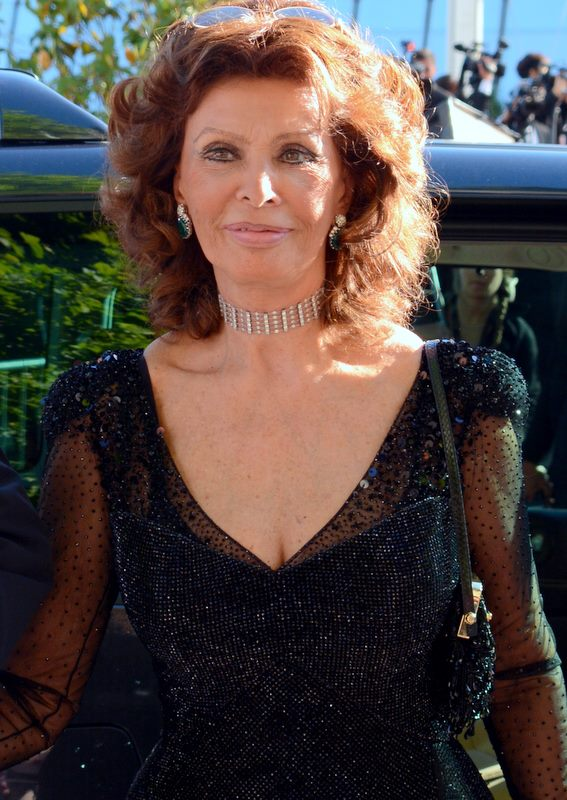
Loren em Cannes em 2014

Em 1991, Loren recebeu um Oscar Honorário por suas contribuições para o cinema e foi declarada "um dos tesouros do cinema mundial". Em 1995, ela recebeu outro Globo de Ouro, pelo conjunto da carreira o Prêmio Cecil B. DeMille.
Em 2009 Sophia declarou no programa de Larry King que Federico Fellini tinha planejado em dirigir um filme estrelado por ela pouco antes de sua morte em 1993. Ao longo dos anos de 1990 e 2000, Loren foi seletiva sobre a escolha de seus filmes e se aventurou em várias áreas de negócios, incluindo livros de receitas, óculos, joias e perfumes. Ela recebeu uma indicação ao Globo de Ouro por sua atuação em Prêt-à-Porter (1994), de Robert Altman, coestrelado por Tim Robbins, Lauren Bacall, Julia Roberts, Kim Basinger e seu grande parceiro no cinema Marcello Mastroianni, que acabou sendo o décimo terceiro e último filme que eles fizeram juntos.
Em 1995, ela fez Grumpier Old Men, um filme americano dirigido por Howard Deutch, Loren interpretou uma femme fatale ao lado de Walter Matthau, Jack Lemmon, Burgess Meredith (em sua última aparição no cinema), Daryl Hannah e Ann-Margret. O filme foi um sucesso de bilheteria e se tornou o maior sucesso de Loren nos últimos anos.
No 20º Festival Internacional de Cinema de Moscou, em 1997, ela foi premiada com um prêmio honroso por sua contribuição à sétima arte. Nesse mesmo ano, ela foi filmar no Marrocos, com o ator, roteirista e diretor Roger Hanin, para o cinema Soleil, uma produção franco-alemão-italiano.
Em 1999, foi nomeada pelo American Film Institute umas das 25 maiores lendas femininas do cinema.
Em 2001, ela recebeu um Grand Prix Especial do Prêmio Américas no Festival de Cinema de Montreal por seu trabalho de carreira, ela filmou o elogiado telefilme A Pequena Órfã, dirigida pela amiga Lina Wertmüller, embora o filme tenha sido exibido no Festival de Cinema de Montreal, antes de ir para TV.
Nessa época, filmou dois projetos no Canadá: o filme independente Between Strangers (2002), dirigido por seu filho Edoardo Ponti, com Mira Sorvino, Gérard Depardieu, Malcolm McDowell, Pete Postlethwaite e a minissérie para televisão Lives of the Saints (2004), com Kris Kristofferson. Na Itália foi a protagonista de um filme para o cinema dirigida pela quarta vez pela amiga Lina Wertmüller, intitulado Peperoni ripieni e pesci in faccia (2004), com F. Murray Abraham.
Em 2009, estrelou um filme teatral de destaque nos Estados Unidos, o musical Nine, que conta a história de um diretor que luta para concluir seu filme mais recente, onde ela foi a mãe de Daniel Day-Lewis, filme que obteve quatro indicações ao Oscar e para cinco Golden Globes, USA; incluindo para Melhor Filme do Ano.
Em 2010, foi protagonista da minissérie televisiva italiana La mia casa è piena di specchi, onde interpretou Romilda Villani, sua mãe na vida real, dirigida por Vittorio Sindoni e livremente inspirada no romance autobiográfico homônimo de Maria Scicolone (irmã mais nova de Sophia Loren).
Em 2014, foi dirigida pelo filho Edoardo Ponti, no filme Voce umana, que lhe valeu mais um David di Donatello Awards.
Em 2020, encerrando um hiato de quase uma década sem atuar - desde Voce umana (2014) -, Sophia Loren, que estava com 86 anos, retornou ao cinema no drama La vita davanti a sé, da Netflix.

## Vida pessoal

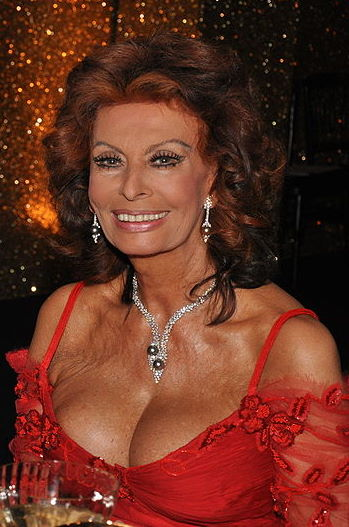
Sophia em 2009.

Ao contrário de outras personalidades do cinema, Sophia Loren casou-se apenas uma vez durante sua vida, com o diretor de cinema italiano Carlo Ponti, com quem viveu até ficar viúva, em 2007.
Eles se conheceram durante a gravação de um filme, em 1950, quando ela tinha 16 anos e ele, 37. Embora Ponti estivesse separado de sua esposa, Giuliana, ele não era legalmente divorciado na época. Ela não queria dar o divórcio. Os dois iniciaram um namoro, e após sete anos de relacionamento, decidiram se casar na Cidade do México, em 17 de setembro de 1957, visto que não poderiam casar em território italiano, por ele ainda ser casado. Após o casamento, voltaram para a Itália, e passaram a morar em Roma.
Carlo e Sophia tiveram seu casamento anulado em 1962, pois o mesmo não era válido na Itália, visto que ele estava sendo acusado de bigamia. Sem a ex-esposa querer dar o divórcio, pela lei italiana, o juiz não poderia assinar por ela.
Para não perder o processo e evitar ser preso por ser bígamo, Carlo e Sophia assinaram a anulação. Ele voltou ao estado civil de casado com sua ex-esposa, e ela, ao estado civil de solteira, no entanto, ambos continuaram a morar juntos. Nesta época entraram com pedido de cidadania francesa. Ambos decidiram se mudar para a Suíça.
Em 1965 o casal conseguiu a dupla cidadania, e se tornaram cidadãos franceses, depois do pedido ser aprovado pelo presidente Georges Pompidou. Está foi a única forma de Carlo conseguir se divorciar, pois as leis do país permitiam que o juiz assinasse pelo cônjuge que não queria dar a separação. Carlo, então, obteve o divórcio de Giuliana na França, permitindo que ele voltasse a se casar com Sophia, em 9 de abril de 1966, em Paris.
Sophia e Carlo tiveram dois filhos: Carlo Villani Scicolone Ponti, nascido em 29 de dezembro de 1968, e Edoardo Villani Scicolone Ponti, nascido em 6 de janeiro de 1973. Seus dois filhos nasceram de parto normal em Genebra, uma cidade no oeste da Suíça. Após quinze anos na Suíça, se mudou para Paris, onde viveu a maior parte de sua vida com sua família.[carece de fontes?]
As noras da artista são as atrizes Sasha Alexander e Andrea Meszaros. Sophia é avó de quatro netos.[carece de fontes?]
Em 1962, sua irmã, Maria, casou-se com o filho mais novo de Benito Mussolini, Romano Mussolini, com quem teve duas filhas, Alessandra, uma política conservadora italiana, e a empresária Elisabetta.[carece de fontes?]
No final de 2006, voltou a morar em Genebra, na Suíça, onde vive sozinha em uma mansão. Ela também é dona de imóveis e empresas nas cidades italianas de Nápoles e Roma.[carece de fontes?]
Sophia é fã do clube Società Sportiva Calcio Napoli. Em maio de 2007, quando a equipe ficou em terceiro lugar na Série B, ela disse ao Gazzetta dello Sport que faria um strip-tease se a equipe vencesse.

## Premiações
- 1961 — David di Donatello por I Girasoli
- 1962 — Óscar de melhor atriz por La ciociara
- 1974 — David di Donatello por Il Viaggio
- 1978 — David di Donatello por Una giornata particolare
- 1984 — David di Donatello, prêmio especial
- 1991 — César honorário
- 1994 — Urso de Ouro honorário
- 1995 — Golden Globe – recebeu o prêmio Cecil B. DeMille
- 1999 — David di Donatello, homenagem à carreira
- 2010 — Prémio Casta D'Ouro Carreira no Douro Film Harvest
- 2021 — David di Donatello por La vita davanti a sé.